# Парзау
Парзау (њем. Parsau) општина је у њемачкој савезној држави Доња Саксонија. Једно је од 41 општинског средишта округа Гифхорн. Према процјени из 2010. у општини је живјело 1.920 становника. Посједује регионалну шифру (AGS) 3151021.

## Географски и демографски подаци
Парзау се налази у савезној држави Доња Саксонија у округу Гифхорн. Општина се налази на надморској висини од 62 метра. Површина општине износи 29,3 km². У самом мјесту је, према процјени из 2010. године, живјело 1.920 становника. Просјечна густина становништва износи 65 становника/km².

## Међународна сарадња
| Мјесто | Држава | Врста сарадње | Од    |
| ------ | ------ | ------------- | ----- |
|        | Пољска | партнерство   | 1992. |
| Извор  |        |               |       |